# Živalstvo Madagaskarja
Živalstvo Madagaskarja je del divjih živali Madagaskarja.
Madagaskar je bil osamljen otok približno 70 milijonov let, od Afrike se je ločil pred približno 165 milijoni let, nato pa od Indije skoraj 100 milijonov let pozneje. Ta izolacija je povzročila razvoj edinstvene endemične favne.
Pred prihodom ljudi pred približno 2000 leti je tam živelo veliko velikih in nenavadnih živali, ki izvirajo iz vrst, ki so bile prvotno prisotne, ko je Madagaskar postal otok, ali vrst, ki so pozneje prečkale morje. Ekološke niše so pogosto zapolnjevale živali s precej drugačno zgodovino od tistih na afriški celini, kar je pogosto vodilo do konvergentne evolucije. Velik delež teh endemičnih malgaških živali je izumrl od prihoda človeka, predvsem megafavna.
Kljub temu in množičnemu krčenju gozdov je Madagaskar še vedno dom neverjetni množici prosto živečih živali, od katerih je velika večina edinstvenih na svetu. Madagaskar je primarno mesto za ekoturizem z več kot petdesetimi narodnimi parki in drugimi zavarovanimi rezervati.
Menijo, da so bili samo štirje dogodki kolonizacije kopenskih sesalcev iz celinske Afrike. Na Madagaskar so pripeljali prednike njegovih tenrekov, lemurjev, malgaških mesojedcev (Eupleridae) in glodavcev nesomyine. Druge kolonizacije sesalcev so bile kolonizacije dvoživk (zdaj izumrlih) in netopirjev.

## Sesalci
Lemurji so najbolj znani med sesalci Madagaskarja. Najdemo jih le na Madagaskarju. V odsotnosti opic in drugih konkurentov so se ti primati prilagodili širokemu spektru habitatov in se razširili v številne vrste. Tenreki so še ena skupina sesalcev, značilna za Madagaskar. Na otoku najdemo večino svetovnih vrst teh majhnih do srednje velikih žužkojedov. Glodavci so na otoku slabo zastopani z le peščico domorodnih vrst, ki vse pripadajo poddružini Nesomyinae. Vključujejo veliko, ogroženo malgaško orjaško podgano. Zaradi njihove sposobnosti letenja je otok doseglo več različnih netopirjev. Vendar pa je le približno tretjina teh endemičnih, manjši delež kot pri drugih skupinah kopenskih sesalcev. Na otoku je osem predstavnikov Carnivora (zveri), ki so zdaj razvrščeni v endemično družino Eupleridae (Madagaskarski mesojedci). Mački podobna fosa (Cryptoprocta ferox) je največja od teh.

### Malgaški živeči sesalci
Lemurji: od leta 2008 uradno obstaja 99 vrst in podvrst lemurjev, od katerih so jih 39 opisali zoologi med letoma 2000 in 2008. Od 51 vrst, ki jih je tisto leto ocenil IUCN, jih je bilo 43 kategoriziranih kot do neke mere ogroženih, pri čemer je bilo šest vrst razvrščenih kot 'kritično ogrožene', kar pomeni največje tveganje. V letu 2012 so ocene postale bistveno bolj pesimistične.
Eupleridae: Primarna med temi malgaškimi mesojedci je fosa (Cryptoprocta ferox), žival, ki je po videzu podobna mački. Druge madagaskarske mesojedke vključujejo fanaloko (Fossa fossana), ki je kljub njenemu znanstvenemu imenu ne smemo zamenjevati s foso. Prav tako je ne smemo zamenjevati z zelo podobno imenovanim vzhodnim falanoukom (Eupleres goudotii), znanim tudi kot malgaška drobnozoba cibetovka. Na Madagaskarju najdemo tudi pet vrst mungosov, kot tudi majhno indijsko cibetovko (Viverricula indica), eno od mesojedih živali, za katero se domneva, da je bila uvedena na otok.
Tenrecidae: Na afriški celini najdemo tri vrste tenrekov (Potamogalidae). Večino tenrekov, približno 30 vrst, najdemo na Madagaskarju. Izžarevali so se v veliko različnih ekoloških niš. Na primer, mrežnonogi tenrek (Limnogale mergulus) po videzu in vedenju spominjajo na rečne vidre. Mali madagaskarski tenrek (Echinops telfairi) je podoben svojemu soimenjaku ježu.
Glodavci: Na Madagaskarju je znanih približno 30 vrst avtohtonih glodavcev, od katerih so tri izumrle. Vsi so člani poddružine muroidov Nesomyinae. Te so se razširile tudi v različne niše, z voluharjem podobnimi oblikami, drevesnimi mišmi, fosorialnimi različicami in zajčkom podobnimi oblikami.
Netopirji: Na Madagaskarju je znanih približno 69 vrst netopirjev, od katerih jih je več kot polovica endemičnih za otok.

### Madagaskarski izumrli sesalci
Malgaški aardvark (P. germainepetterae, P. madagascariensis): Ena ali dve vrsti skrivnostnih sorodnikov tenrekov, podobnih aardvarku, ki so morda izumrli pred približno 1000 leti.
Orjaški lemurji: Od prihoda človeka na Madagaskar je izumrlo vsaj 17 vrst lemurjev, ki so bile vse večje od preživelih vrst lemurjev. Med njimi je Daubentonia robusta ali orjaški aje-aje, tri do petkrat težji od obstoječih vrst. Megaladapis, ki je imel tri vrste, je dosegel velikost orangutanov. Osem lenivcev kaže evolucijsko konvergenco z južnoameriškimi lenuhi; Palaeopropithecus je bil velik kot šimpanz, medtem ko je Archaeoindris zrasel na več kot 200 kg, masivnejši od srebrnohrbte gorile (Gorilla gorilla).
Orjaška fosa (Cryptoprocta spelea): Fosilni zapis Madagaskarja je odkril ostanke nedavno izumrle fose, ki je bila za približno četrtino večja od živeče vrste, zaradi česar je bila blizu velikosti ozelota. Ta vrsta naj bi plenila večje lemurje, ki so naseljevali Madagaskar, dokler otoka ni naselil človek.
Madagaskarski povodni konj: na Madagaskarju naj bi živele tri vrste pritlikavih povodnih konj, od katerih so zadnji izumrli šele pred 1000 leti, verjetno kot posledica človeške poselitve otoka.

## Ptice
Na Madagaskarju je zabeleženih približno 280 vrst ptic, od katerih se jih okoli 200 razmnožuje. Čeprav so to razmeroma nizke številke za velik tropski otok, obstaja visoka stopnja endemizma. Več kot 100 vrst ptic je endemičnih in 49 od teh je endemitov z omejenim območjem razširjenosti, manj kot 50.000 km². Obstaja pet družin ptic, ki so edinstvene za Madagaskar ali pa si jih delijo le s Komori: mesite (Mesitornithidae), talne zlatovranke, kukavice (Leptosomus discolor), asiti ( Philepittidae) in vange (Vangidae). Poleg tega nedavne študije kažejo, da bi bilo treba več ptic pevk združiti v novo endemično družino: madagaskarske penice.
Slonji ptiči (npr. Aepyornis maximus) so bili neleteči ratiti, visoki do več kot tri metre in težki pol tone. Genetske študije so pokazale, da so njihovi najbližji živeči sorodniki novozelandski kivi in ne bližnji afriški noji; tj. zdi se, da je njihova prisotnost na otoku posledica razpršitve na dolge razdalje in ne vikariance. Izumrle naj bi bile v zadnjem tisočletju zaradi človekove dejavnosti. Med drugimi endemičnimi pticami, ki so izginile, odkar so otok naselili ljudje, sta tudi madagaskarski škratek in madagaskarska raka.

## Plazilci
Razmeroma malo družin in rodov plazilcev je doseglo Madagaskar, vendar so se razširili v več kot 260 vrst, od katerih je več kot 90 % endemičnih. Kameleoni so zelo dobro zastopani z dvema tretjinama svetovnih vrst, ki jih najdemo tam. Druge skupine kuščarjev na Madagaskarju so gekoni, skinki, pasastorepi kuščarji (Cordylidae) in legvani (Iguanidae). Na otoku se pojavlja več kot 60 različnih kač; nobena od teh ni škodljiva za človeka. Obstaja šest vrst kopenskih želv, pet endemitov in ena vnesena vrsta (Bellova želva Kinixys belliana). Kopenske želve so glavata kareta, [[orjaška črepaha (Chelonia mydas), prava kareta (Eretmochelys imbricata), vzhodnoafriška črna blatna želva (pelusios subniger) in zelenkasta želva (Lepidochelys olivacea). Obale uporabljajo za gnezdenje glavate karete, zelenkaste želve in prave karete, medtem ko si zelenkasta želva tu išče hrano. Največji plazilec na Madagaskarju je nilski krokodil, ki je postal zelo redek zaradi lova na njegovo kožo. Endemit voay (V. robustus) je izumrl.
Madagaskar je trdnjava za široko paleto endemičnih vrst kameleonov in velja za radiacijsko točko za dnevne gekone. Dva prisotna rodova legvanov sta v bazalnem sorodstvu z drugimi legvani in naj bi bila prisotna na otoku, odkar se je ločil od Afrike. Madagaskarska velikoglava želva (Erymnochelys madagascariensis), pajkasta želva (Pyxis arachnoides), pajkasta želva s ploščatim hrbtom (Pyxis planicauda), želva Astrochelys radiata in želva angonoka (Astrochelys yniphora) so ogrožene vrste.
- Rodovi kameleonov, najdeni na Madagaskarju: Calumma, Furcifer in Brookesia
- Rodovi legvanov na Madagaskarju: Chalarodon in Oplurus

## Dvoživke
Na Madagaskarju je več kot 290 vrst dvoživk, pri čemer se redno najdejo nove vrste. Skoraj vse so endemične in večina jih je omejena na primarni gozd. Primeri dobro znanih vrst dvoživk na Madagaskarju, so paradižnikova žaba (Dyscophus antongilii) in zlata mantela (Mantella aurantiaca).

## Sladkovodne ribe
Madagaskar ima bogato favno sladkovodnih rib z zelo visoko stopnjo endemitov. Celotna raznolikost je nejasna, saj se nove vrste redno opisujejo in vrste so morda izginile, še preden so bile odkrite; ocene kažejo, da ima otok med 135 in 150 avtohtonih vrst rib, ki so omejene na sladke vode (to število se znatno poveča, če vključuje razširjene evrihaline vrste). Med temi sta dve družini, ki sta v celoti omejeni na Madagaskar, somi anchariidae in bedotia madagascariensis. Poleg tega je več rodov endemičnih za Madagaskar, vključno z ostrižniki (Katria, Oxylapia, Paratilapia, Paretroplus, Ptychochromis in Ptychochromoides), okroglimi slaniki (Sauvagella in Spratellomorpha), gavuni (Teramulus), gobiji (Ratsirakia in jamski Typhleotris) in Aplocheilidae (Pachypanchax – strogo gledano skoraj endemit, saj obstaja ena sama vrsta s Sejšelov). Obstajajo endemične vrste iz drugih rodov (predvsem Ambasis, Arius, Eleotris, Glossogobius, Kuhlia, Mesopristes, Ophiocara, Pantanodon in Sicyopterus), vendar imajo tudi druge vrste, ki jih najdemo drugje.
Geografska zgodovina Madagaskarja (dolgo izoliranega, vendar del Gondvane) je povzročila nenavadne biogeografske vzorce, primerljive s tistimi, ki jih vidimo v drugih živalskih in rastlinskih skupinah otoka. Na primer, najbližji sorodniki madagaskarske mavrice so 'prave' mavrice iz Nove Gvineje in Avstralije, medtem ko imajo morske morbice Pachypanchax in ostržnik Paretroplus svoje najbližje sorodnike v Južni Aziji.
Favna sladkovodnih rib na Madagaskarju se je drastično zmanjšala zaradi izgube habitata (onesnaženje, zamuljenje po krčenju gozdov, zajezitvah ipd.), prekomernega ribolova in vnesenih vrst (tilapija, nilski ostriž, afriška arovana, lisasta kačja glava, zeleni mečarec in mnoge druge), pri čemer je nekaj kar nakazuje, da se lahko reši le ostanek domorodcev. Med vrstami, za katere menijo, da so že izumrle, sta Pantanodon madagascariensis in Ptychochromis onilahy.

## Morsko življenje
Morja okoli Madagaskarja gostijo veliko raznolikost divjih živali, vključno z nevretenčarji. Okoli obale, zlasti na zahodu, je še vedno veliko območje močvirja z mangrovami, okoli otoka pa so obsežni koralni grebeni. Najdemo na tisoče vrst rib, vključno z redkim koelakantom. Štiri vrste morskih želv gnezdi na plažah, vendar jih lokalni prebivalci veliko jemljejo za hrano. Pri kitih se kiti grbavci razmnožujejo ob jugozahodnih obalah, kot je Île Sainte-Marie, pritlikavi kiti predvsem okoli Nosy Beja, mali modri kiti na Madagaskarski plošči in južnomorski kiti, ki se počasi povečujejo vzdolž malgaških obal.

## Izguba habitata
Lemurjem v suhih listopadnih gozdovih Madagaskarja grozi krčenje gozdov za ustvarjanje kmetijskih zemljišč in pašnikov.
Večina habitatov Madagaskarja je v nevarnosti; ogrožajo jih današnje zahteve in naraščajoče potrebe. Okoljska škoda je bila še posebej huda za vlažne gozdove. Fauna and Flora International, skrajšano FFI, je ena od organizacij, ki podpira habitate Madagaskarja.

## V popularni kulturi
Kot del prizadevanj za ohranitev je Društvo za ohranjanje divjih živali nedavno odprlo razstava Madagaskar! v živalskem vrtu Bronx.
Animirani film Madagaskar iz leta 2005 je prikazal številne živali z Madagaskarja kot risane junake.